# Coup de chaleur (téléfilm)
Pour les articles homonymes, voir Coup de chaleur.
Coup de chaleur est un téléfilm français réalisé par Christophe Barraud, diffusé le 25 juin 2011 sur France 3.

## Fiche technique
- Réalisateur : Christophe Barraud
- Scénario : Chantal de Rudder et Olivier Marvaud
- Musique du film : Stéphane Moucha
- Directeur de la photographie : William Watterlot
- Distribution des rôles : Claire-Marie Cuvilly-Givert
- Création des décors : Jean-Luc Grangier
- Création des costumes : Marielle Robaut
- Genre : Film dramatique
- Date de diffusion : 25 juin 2011 sur France 3
- Durée : 85 minutes.

## Distribution
- Emmanuelle Bach : Claire Noguera
- Bruno Wolkowitch : Paul Valois
- Etienne Chicot : Alain Somian
- Kader Boukhanef : Samir
- Stéphan Guérin-Tillié : Eric Le Guennec
- Régis Romele : Martin Vernier
- Hélène Seuzaret : Elisabeth Vernier
- Jean-Pierre Bagot : Le père Vernier
- Pascal Aubert : L'hydrogeologue
- Fabrice Herbaut : Julien Valois